# Гордієнко Наталія Володимирівна
Ната́лія Володи́мирівна Гордіє́нко (також відома як «Tasha G») (4 січня 1985) — українська продюсерка та шоуранерка, українська співачка, учасниця першого сезону шоу «Голос країни».

## Біографія
Народилася 4 січня 1985 року в м. Кагарлик Київської області. Закінчила музичну школу та Київське училище культури і мистецтв, і Державну академію керівних кадрів культури і мистецтв за спеціальністю «режисер». 

### Кар’єра продюсерки
У 2016 році разом з медіа-продюсером Павлом Черепіним заснували бренд Heroes, а в 2021 році, об'єднавшись із відомим українським кінопродюсером та режисером Єгором Олесовим, створили United Heroes Group.
Серед проєктів, створених Наталією, особливе місце посідає соціальне реаліті-шоу “Scarman” (в українській локалізації - «Людина зі шрамом»), що розповідає історії людей, які проходять складний шлях ментальної трансформації та “примирення” зі своїми життєвими історіями, а відомі тату-майстри, надихнувшись розповідями, перетворюють зовнішні та внутрішні проблеми героїв на справжні художні шедеври, “лікуючи” шрами за допомогою сили мистецтва. Шоу “Scarman” є одним з хедлайнерів Heroes Formats (нон-скріптед підрозділ United Heroes Group). В Україні було випущено 3 сезони: ведучою першого та другого сезону була Валерія Крук, а третього – Поліна Логунова. Формат здобув численні  нагороди та шортлісти (зокрема, відзнаки Effie Awards, КМФР та VertiFilms Festival).
Ще одну міжнародну нагороду (перемогу на SIMFEST International Film & TV Festival) серед проєктів Наталії Гордієнко здобуло футбольне тревел-шоу «Суперматч», яке в Україні виходило на телеканалах «Футбол» та НЛО TV.
Також Наталія Гордієнко є авторкою ідеї міжнародного контентного формату “Hey, mom, where are you going?” (в Україні відомого як “Родичі в турне”, виходив у 2019 році на ТРК “Україна” за підтримки USAID). 
У 2020 році Наталія виступала у ролі експерта Українського культурного фонду з аудіо-візуального контенту.
В якості креативної та виконавчої продюсерки Наталія Гордієнко працювала над документальними фільмами Heroes Docs: “Лінія Атаки”, “Особлива Атмосфера” (шлях Андрія Шевченка на чолі національної збірної України з футболу), “П’ять фіналів” (драма боротьби збірної України з футболу під керівництвом Олександра Петракова за вихід у плей-офф кваліфікації чемпіонату світу).
Після повномасштабного вторгнення РФ в Україну долучилась до створення документальної драми про спортивних біженців “24” та документального екшну-розслідування “Cyberwar 2023”.

### Музична карʼра
З 2004 року — фронтвумен гурту «SuperDivka». У 2010 році разом з гуртом брала участь у прямих ефірах проєкту «Свіжа кров», зокрема з ліричною піснею «В полоні», що поступилась в 1/8 фіналу майбутнім фіналістам проєкту з гурту «Zоряна».
2011 року взяла участь у музичному шоу «Голос країни», де співпрацювала з Діаною Арбеніною. Під час першого ефіру Наталія з піснею «Желтые ботинки» розвернула до себе всіх чотирьох тренерів (окрім Арбеніної, також Олександр Пономарьов, Руслана та Стас П'єха). За підсумками шоу Наталія Гордієнко стала однією з головних зірок першого сезону і отримала декілька пропозицій щодо співпраці від національних і міжнародних лейблів.
В 2012 році, після яскравого виступу у першому сезоні «Голосу», уклала контракт з Universal Music та активно розвивала свою міжнародну музичну та медійну кар'єру, зокрема, взяла участь у телешоу «Битва Хорів» на телеканалі 1+1, в якості тренера команди Харкова. 
У листопаді 2012 року — запрошена на Cisco Expo Ukraine як гостя, де виконала пісні: "Червона Рута" () та "Smell Like Teen Spirit / Hello" ().
У квітні 2012 року записала свою першу пісню «Киев-Гоа», яка згодом отримала ротації на шістьох радіостанціях України. Вже у травні було відзнято відеокліп на цю пісню, який зараз можна побачити на багатьох музичних каналах. Саме ж відео за даними Star TV очолює десятку найпопулярніших відеокліпів 2012 року.
2012 року стала учасницею шоу «Я люблю Україну» та «10 кроків до кохання». 
2013 року взяла участь у телешоу «Битва Хорів» на 1+1 як тренер команди Харкова. Того ж року Наталія Гордієнко стала лауреатом престижної премії YUNA у номінації «Відкриття року».
В 2014 році Universal Music вирішив зосередитись на створенні нової англомовної програми під псевдонімом Tasha G для європейської і світової аудиторії. Першою ластівкою стала пісня “Something Wrong”, мастерінг якої відбувався в Стокгольмі і Лондоні. 
У грудні 2015 року сингл "Away" увійшов до збірки "Top Music Non Stop 2016" від радіостанції Європа плюс.
У 2017 році співпрацю з Universal Music було припинено за згодою сторін.
Наприкінці 2017 року Наталія Гордієнко збирає продюсерську та PR-команду і розпочинає самостійну роботу над власним музичним проєктом, новим сценічним образом і новою ліричною україномовною програмою.
Після анексії Криму та вторгнення РФ на Донбас Наталія Гордієнко припинила співпрацю з Universal Music та зосередилась на розвитку власної компанії зі створення аудіовізуального контенту, тим не менш випустивши декілька музичних відео для своїх україномовних пісень: «Тільки тебе», «Кохання-Звір», «Грім» та «Паралелі».

## Родина
Чоловік — Черепін Павло Сергійович (нар. 1981) — професійний медійник, спортсмен, ралійний штурман, віцечемпіон світу з ралі 2015 року в заліку WRC 2.
Діти:
- Єлізавета (2015)
- Валентин (2017)

## Фільмографія
| Назва Фільму                                | Рік премʼєри                      | Короткий опис |
| ------------------------------------------- | --------------------------------- | --- |
| “Cyberwar 2022” (документальний фільм)      | 2022                              | Історія кібер- та інформаційного опору України та її союзників під час війни проти РФ. Історії кіберактивістів та інтерв'ю з експертами світового рівня з кібербезпеки, що детально пояснюють, як виглядає прихований шар сучасної війни. |
| “24” (документальний фільм)                 | 2022                              | Історія сім'ї спортивних біженців у Польщі та збірної України з волейболу на Кубку Світу 2022. |
| “П'ять фіналів” (документальний фільм)      | 2022                              | Документальний фільм про збірну України з футболу, який було завершено і показано в українських кінотеатрах вже після початку повномасштабного вторгнення РФ в Україну. Фільм розкриває історію боротьби збірної України за місце у плей-офф кваліфікації ЧС-2022. Зазнавши суттєвих втрат очок на старті, головний тренер і герой футболу України Андрій Шевченко залишив свою посаду, а новим тренером несподівано став Олександр Петраков, який ніколи не працював з дорослими футбольними командами, але успішно виступав з молодіжними збірними України, вигравши Чемпіонат світу U-19. Збірна з новим тренером тепер не має права на помилки і час на підготовку або товариські матчі, але має в календарі 5 важливих ігор, кожна з яких стала для України справжнім фіналом. |
| “Особлива атмосфера” (документальний фільм) | 2021                              | Документальний фільм, що розкриває деталі підготовки української збірної з футболу під керівництвом Андрія Шевченка до ЄВРО 2020. |
| “Лінія атаки” (документальний фільм)        | 2021                              | Документальний фільм про збірну України з волейболу та її участь у чемпіонаті Європи 2021 року. |
| “Auto_goal” (телевізійне шоу)               | 2020 - 2021 (2 сезони)            | Захоплююче розважальне шоу, в якому зустрічаються дві драйвові стихії: футбол і автоспорт. |
| “Суперматч” (телевізійне шоу)               | 2020                              | Ведучі подорожують світом та знайомлять глядачів із фантастичною атмосферою найгарячіших футбольних дербі. |
| “Людина зі шрамом” (реаліті-шоу)            | 2019 - … (3 сезони, показ триває) | Історії появи шрамів, які суттєво впливають на впевненість у собі і заважають комфортному життю учасників шоу. Натхненні історіями героїв тату-майстри вигадують справжні художні шедеври, перекриваючи шрами на тілі і “лікуючи” шрами в душі героїв завдяки силі мистецтва. |

## Нагороди
- Impact Docs Awards, USA - Award Winner – Cyberwar 2022
- Boden International Film Festival, Sweden - Finalist – Cyberwar 2022
- Lift-off Global Network - Official Selection – Cyberwar 2022
- Eastern Europe Film Festival, Romania - Award Winner – П’ять Фіналів
- Sportfilm Liberec, Slovakia - Nominee – П’ять Фіналів
- International Sport Film Festival, Italy - Finalist – П’ять Фіналів
- Europe International Film Festival, Portugal - Official Selection – П’ять Фіналів
- 42nd Paladino d'Oro Sport Film Festival, Italy - Official Selection – П’ять Фіналів
- The Paus Premieres Festival, UK - Official Selection – П’ять Фіналів
- 40th Milano International FICTS Fest, Italy - Official Selection – П’ять Фіналів
- 55th WorldFest-Houston International Film Festival, USA - Platinum Award – Лінія Атаки
- Beausoleil Côte d'Azur International FICTS Festival du Cinéma Sportif, France - Official Selection – Лінія Атаки
- AIPS Sport Media Awards, France – Shortlist – Особлива Атмосфера
- SIMFEST International Film & TV Festival, Romania - Award Winner - Supermatch
- Effie Awards Ukraine (срібло) – «Людина зі шрамом»
- Effie Awards Ukraine (shortlist) – «Людина зі шрамом»
- КМФР (срібло) – «Людина зі шрамом»
- КМФР (бронза) – «Людина зі шрамом»
- VertiFilms International Festival – “Scarman”
- Vertical Movie Festival – “Scarman”
- YUNA AWARDS – Відкриття року
- M1 MUSIC AWARDS 4 SEASONS – Прорив весни

## Сингли та відео
| Рік  | Назва                 | Лейбл           |
| ---- | --------------------- | --------------- |
| 2012 | «Киев-Гоа»            | Universal Music |
| 2013 | «Любовь не текила»    | Universal Music |
| 2014 | «Something Wrong»     | Universal Music |
| 2015 | «Away» (feat. «ADAM») | Universal Music |